# Carlos Llamosa
Carlos Llamosa  est un joueur américain de soccer né le 30 juin 1969 à Palmira. Il joue au poste de défenseur désormais entraîneur.

## Biographie
International, il reçoit 29 sélections en équipe des États-Unis de 1998 à 2002. Il fait partie de l'équipe américaine lors de la Coupe du monde 2002.

## Palmarès
- D.C. United
  - Vainqueur de  la Coupe MLS en 1997 et 1999
  - Finaliste de la Coupe des États-Unis en 1997